# Giorgio Sallustio Rossi
Giorgio Sallustio Rossi (Tamara, 28 settembre 1891 – Ferrara, 15 gennaio 1982) è stato un pittore e decoratore italiano.

## Biografia
Nato da Pio e da Cesarina Cristofori. Il padre, modesto quanto ambizioso ebanista, partendo dalla campagna ferrarese nel 1912 si trasferì con la famiglia a Greco Milanese, oggi quartiere di Milano, dove Giorgio frequentò una scuola serale di disegno e pittura. A ridosso della Grande guerra, la famiglia rientrò a casa e il giovane continuò gli studi presso la civica scuola d'arte "Dosso Dossi" di Ferrara.
Riformato dalla leva militare poté frequentare, ormai venticinquenne, i corsi decorativi dell'anziano Giuseppe Ravegnani (di cui fu uno degli ultimi allievi) e quelli dei fratelli Angelo e Giovan Battista Longanesi-Cattani. Assunto come aiutante da Augusto Pagliarini per l'esecuzione dei paesaggi nello scalone di Palazzo Bonacossi, da lui apprese le nozioni di decorazione murale, finché decise di mettersi in proprio. Conosciuto nel 1921 il celebre don Giovanni Minzoni, parroco di Argenta, fu da lui incaricato di affrescare la Collegiata di San Nicolò e il teatrino del Circolo Cattolico. 
Grazie a don Minzoni, del quale divenne amico, conobbe alcuni parroci romagnoli, compagni di seminario del coraggioso prete, i quali gli commissionarono l'ornamentazione delle chiese da loro gestite: così Rossi, dal 1923 al 1928, affrescò le chiese di Gambellara, Rivalta e Albereto di Faenza, Branzolino, Santa Maria del Voto a Forlì, Gaiano di Solarolo.
Concluso nel 1928 il suo "periodo romagnolo", Rossi espose alla Settimana ferrarese un'arcaica Madonna del Cedro, che è andata a ornare la cappella Volta nel cimitero di San Bartolomeo in Bosco.
È l'inizio di un'attività che si protrasse per oltre quarant'anni in cui Rossi alternò la decorazione murale e dei mobili alla pittura da cavalletto e la scultura, che gli insegnava Ulderico Fabbri, artista con il quale condivise lo studio per qualche tempo. Nel rifarsi ai modi di De Carolis o di Funi, l'artista li interpretò con gusto popolaresco e spesso corrivo. Nel 1939 Rossi eseguì, in collaborazione con Amerigo Ferrari, i pannelli per la Mostra delle attività di Ferrara fascista.
Tra le sue opere più importanti: la decorazione della chiesa parrocchiale di Quartesana (poi distrutta), gli ornati di Casa Cini a Ferrara, la decorazione della cappella Stagni (1932) nel cimitero di Sant'Egidio e di altre edicole funerarie a Porotto. L'intensa attività espositiva e nelle arti applicate trovava un ulteriore significato in quella di restauratore ai danni provocati dalla seconda guerra mondiale.
Negli anni cinquanta ebbe poi una sorta di svolta surrealista, in cui egli trasfigurava oniricamente a pastello fatti di cronaca (ad esempio Nella miniera di Marcinelle) o altri più didascalici (la scoperta dell'America) o fiabeschi.
Negli anni settanta Rossi decise di donare alla Cassa di Risparmio di Ferrara la propria produzione: si tratta di ben 465 pezzi, suddivisi fra cartoni di affresco, schizzi paesaggistici, ritratti, nature morte, scene sacre, composizioni allegoriche e sculture.
Una selezione di queste opere è stata presentata nel 1993 in una mostra retrospettiva a Copparo.